# Corcolle
Corcolle est une frazione de la ville de Rome (zone « O » 58), au Latium, en Italie.

## Histoire
Le long du territoire de Corcolle, rythmé par des plaines, des fossés riches en eau et des collines, s'étendaient d'anciennes habitations. Plusieurs vestiges archéologiques ont été découverts, témoignant de la présence de villages depuis la seconde moitié du troisième millénaire avant J.-C., à l'âge du fer, à l'époque archaïque. Plusieurs traces sont découvertes de villas de l'époque romaine habitées jusqu'au IIIe siècle après J.-C. et de voies routières qui, partant de Gabii, traversaient Corcolle pour bifurquer vers Passerano, S. Vittorino et Gericomio. 
Au Moyen Âge, un château est érigé sur les ruines d'une villa romaine, qui existe encore au 24e kilomètre de la via Polense, à l'embranchement vers Zagarolo sur la via Maremmana Inferiore. Il aurait probablement été construit à l'emplacement de l'ancienne ville de « Querquetula » ou « Corcotula », habitée par l'ancien peuple des Querquetulani mentionné par Pline. La ferme « curcurulum » est mentionnée au Xe siècle comme appartenant à l'abbaye de Subiaco jusqu'en 1014, date à laquelle elle devint le château de Corcolle — « castri corcuroli » — et passe sous la propriété du monastère de S. Paolo Fuori Le Mura. Le droit sur le château reste au monastère jusqu'en 1430, date à laquelle il est vendu à la famille Colonna qui, en 1630, le vend à la famille Barberini qui le détenait depuis longtemps, avant qu'il ne passe finalement aux mains des Corsini. Au cours de ces siècles, le château est à nouveau transformé en ferme. Selon plusieurs chercheurs, dont Nibby, le nom de Corcolle proviendrait d'un terme grec désignant les nombreux chênes présents dans la région. À l'époque moderne, le domaine de Corcolle était limitrophe des domaines de S. Vittorino, Castiglione, Lunghezza, de l'Aniene et des territoires de Zagarolo, Gallicano et Tivoli. 
Au fond de Corcolle se trouvent plusieurs moulins à eau et le « Pantano di Guazzo », situé à la frontière avec Lunghezzina et l'Aniene, sur le côté gauche de la via Prenestina Polense, qui est indiqué dans un guide de chasse du XVIe siècle, rédigé pour les nobles romains, parmi les itinéraires hors des murs à l'est de Rome. Après une halte à l'Osteria dell'Osa, le parcours serpente jusqu'au lac de Castiglione et au marais de Corcolle, pour arriver à Passerano. Le domaine de Corcolle était également mentionné dans les guides touristiques du XXe siècle comme un territoire riche en cultures d'un blé spécial.

## Démographie
Elle compte 5 788 habitants.